# İdil Üner
İdil Üner, née le 1er août 1971 à Schöneberg à Berlin, est une actrice, chanteuse, scénariste et réalisatrice germano-turque.
Elle se fait connaître en tant qu'actrice en 1998 par le film L'Engrenage, réalisé par Fatih Akin. Elle joue également pour ces autres films : Gegen die Wand (2004) et The Cut (2014). Elle apparaît aussi pour le réalisateur Thomas Arslan, dans Dealer (1999) ou Im Juli (2000).
En 2001, elle remporte le Prix du court-métrage allemand en or avec la réalisation de son premier court-métrage  Die Liebenden vom Hotel von Osman.
Depuis 2008, elle est membre du casting permanent de la série policière Mordkommission Istanbul.

## Biographie

### Origines, enfance et études
İdil Üner naît le 1er août 1971 à Berlin-Schöneberg,, dans une famille intellectuelle et politiquement engagée. Ses parents sont turcs et originaires de la région du Bosphore. Elle grandit dans le quartier bourgeois de Steglitz dans un milieu ouvert et libéral, où les traditions religieuses et culturelles ne sont pas prédominantes,.
Sa passion pour le théâtre commence à six ou sept ans, lors d'une représentation d'Oliver Twist au théâtre Hansa. Émerveillée par les acteurs et leur accueil avec des fleurs, elle ose demander à jouer avec eux. Invitée à participer aux répétitions de la pièce suivante, elle y joue une étoile. À la fin de sa scolarité, elle se produit déjà régulièrement sur la scène du théâtre turc de Berlin, le Tiyatrom (de).
Après son bac, Idil Üner étudie entre 1992 et 1996 à la Hochschule der Künste à Berlin,,.

### Parcours professionnel

#### En tant qu'actrice
En parallèle de ses études, Idil Üner fait ses premières apparitions télévisées dans les séries Tatort et Polizeiruf 110, où elle rencontre Fatih Akin au milieu des années 1990. Ils jouent un couple d'adolescents impliqué dans un club de théâtre, dans une série scolaire. À cette époque, celui-ci lui montre la première version de Kurz und schmerzlos, son futur premier long-métrage, où elle obtient en 1997, un rôle secondaire important qui la fait connaître en 1998.
Ils continuent à collaborer sur huit projets (notamment Gegen die Wand en 2004 et The Cut en 2014), devenant amis dans la vie privée. Fatih Akin se consacre principalement à la réalisation et n’apparaît que rarement à l'écran, tandis qu’elle continue de jouer devant la caméra et sur scène.
Idil Üner joue également dans deux films réalisés par Thomas Arslan : Dealer (1999) et Julie en juillet (2000). Dans de nombreux films, elle se fait connaître en tant que chanteuse. Elle chante des chansons turques devant une mosquée à Istanbul dans Gegen die Wand (2004) de Fatih Akin,.
Depuis 2008, elle est membre du casting permanent de la série policière Mordkommission Istanbul, où elle joue le rôle du commissaire interprété par Erol Sander.
En 2014, elle joue également dans le film Einmal Hans mit scharfer Soße. Celui-ci ébranle les clichés sur les traditions familiales, les rituels de rencontre et les hommes, qu'ils soient allemands ou turcs, tout en divertissant.
Idil Üner fait face à des difficultés car elle est souvent cantonnée à des rôles stéréotypés en raison de son origine turque, malgré ses compétences variées. Cela limite sa carrière et reflète les préjugés persistants dans l'industrie cinématographique allemande.

#### En tant que réalisatrice
En 2001, Idil Üner réalise son premier film, intitulé Die Liebenden vom Hotel von Osman. Ce court-métrage remporte le Prix du court-métrage allemand en or.
En 2022, elle fait partie des jurys pour les prix de films du Festival Max Ophüls.

#### En tant que metteuse en scène
En 2003, Idil Üner réalise sa première mise en scène théâtrale au Tiyatrome avec Hysteria de Terry Johnson (en). Cette pièce est la rencontre fictive entre Sigmund Freud et Salvador Dali, et Norway Today, une pièce sur deux personnes suicidaires qui se rencontrent sur Internet.
Ensuite, Shermin Langhoff, la directrice du Ballhaus Naunynstraße, l'invite à un festival de théâtre ou elle participe à Berlin Arabesque, une production collaborative qui fusionne des chants romantiques allemands avec des chants arabesques turcs. L'ensemble raconte une histoire similaire à une demi-comédie musicale.
En 2011, elle crée au Ballhaus, avec Tunçay Kulaoğlu (de), sa troisième pièce de théâtre comédie Funk is not dead, adapté du film japonais Radio No Jikan en allemand. La mise en scène se concentre sur un concours de pièces radiophoniques sur le thème « Buntes Deutschland – je pense en turc, j’écris en allemand ». À travers cette adaptation, elle explore la diversité culturelle en Allemagne en utilisant le médium radiophonique.
En 2014, Idil Üner met en scène Süpermänner au Ballhaus Naunynstraße, une pièce documentaire fondée sur des interviews de cinq Berlinois d'origine turque, âgés de 27 à 73 ans, tous interprètes non professionnels. Elle leur donne la parole pour contester les stéréotypes sur les Turcs en Allemagne, mettant en lumière leurs expériences personnelles et leur sensibilité.

### Vie privée
Idil Üner est en couple avec Laurens Walter (de), un acteur allemand, avec qui elle a deux enfants. En 2016, son métier d'actrice la conduit à quitter Berlin pour s'installer à Hambourg avec sa famille.

## Nominations & Prix
- 2001 : Prix du court-métrage allemand (de) en or pour le court-métrage Die Liebenden vom Hotel von Osman[6].

## Filmographie (sélection)
Source, :
- 1998 : L'Engrenage
- 1999 : Dealer
- 2000 : Julie en juillet
- 2001 : Die Liebenden vom Hotel Osman (de)[15]
- 2003 : Schwer verknallt
- 2004 : Head-On[16]
- 2004 : Urban Guerillas (de)
- 2004 : Istanbul Tales (en)
- 2006 : Verschleppt – Kein Weg zurück
- 2006 : Kommissarin Lucas – Skizze einer Toten (de)
- 2007 : De l'autre côté
- Depuis 2008 : Mordkommission Istanbul (de)
- 2008 : Berlin, brigade criminelle
- 2009 : Evet, ich will! (de)
- 2009 : Zweiohrküken (de)
- 2010 : Tatort: Vergessene Erinnerung (de)
- 2012 : Tatort: Tödliche Häppchen (de)
- 2012 : Lena Fauch (de)
- 2014 : Einmal Hans mit scharfer Soße (de)[17]
- 2015–2016 : Sibel & Max (de) (série télévisée)
- Depuis 2021 : Nachtschicht (Filmreihe) (de) (série télévisée)
- 2022 : Brigade du crime (série télévisée)
- Depuis 2023 : Dr. Nice (de) (série télévisée)

## Pièces de théâtre (sélection)
- 2003 : Hysteria (mise en scène)[9]
- 2006 : Norway.Today[18],[19]
- 2011 : Funk is not dead[11],[12]
- 2014 : Süpermänner (mise en scène)[14]